# Void (groupe)
Pour les articles homonymes, voir Void.
Void est un groupe de punk hardcore de Columbia (Maryland).

## Histoire
Inspiré par les groupes de punk The Teen Idles et Minor Threat, Void, nom qui fait référence à la chanson Into the Void de Black Sabbath, est formé en 1979, avec des membres d'ethnies différentes, ce qui est unique à l'époque, les lycéens Jon « Bubba » Dupree (guitare mélodique), John Weiffenbach (chant principal), Chris Stover (guitare basse) et Sean Finnegan (batterie). Le groupe s'associe à Ian MacKaye, Henry Rollins et Bert Queiroz, qui présentent Void aux artistes de la scène musicale underground florissante de Washington, D.C. Fin 1980, Void est adopté par la communauté punk généralement exclusive de D.C., même si le groupe n'est pas originaire de la ville, étant plus proche de la scène de Baltimore.
Void se produit pour la première fois à Washington lors d'un festival hardcore au Wilson Center organisé par les Bad Brains, le groupe est l'un des 15 groupes présents. Le groupe se fait connaître pour sa performance, grâce au personnage de scène chaotique de Weiffenbach et à sa voix maniaque. De plus, le son de Void est marqué par des explosions alternées de power chords et de larsens dans des chansons brèves mais optimistes, créant un degré d'intensité plus élevé que la plupart de leurs contemporains. En 1981, Void entre en studio pour la première fois, faisant des démos intitulées Condensed Flesh aux Inner Ear Studios du producteur Don Zientara. Les chansons de la session et du temps supplémentaire en studio plus tard dans l'année paraîtrpnt plus tard sur l'EP Condensed Flesh en 1992. Peu de temps après, Ian MacKaye signe Void sur son label en copropriété Dischord Records, le groupe fait ses débuts en janvier 1982 sur la compilation Flex Your Head, qui comprend les trois chansons Dehumanized, Authority et My Rules.
Au milieu de 1982, Void commence à tourner dans le nord-est, notamment au CBGB (le concert s'arrête quand John Weiffenbach se blesse au genou), et introduit des caractéristiques de heavy metal dans sa musique, qui deviendront influentes dans la fusion punk metal. Ce mélange est exploré plus en détail sur le split album, Faith/Void, avec un autre groupe de D.C., The Faith, en septembre 1982. Dischord Records réédite le split Faith/Void en 1985 et le remasterise numériquement en 2008.
En raison de Finnegan qui insiste sur le fait que le groupe a besoin d'installations multipistes, Void choisit de ne pas démissionner avec Dischord et conclut un accord avec Touch and Go Records en juin 1983. Le groupe enregistre l'équivalent d'un album ; cependant, les membres du groupe dérivent dans différentes directions musicales, notamment le glam rock, le hip hop et le hard rock. Void s'éloigne davantage à cause de ses concerts devenant de plus en plus maniaques. Fin 1983, le groupe se dissout après que les membres obtiennent leur diplôme d'études secondaires. Corey Rusk, le propriétaire de Touch and Go, n'est pas intéressé à sortir l'album d'un groupe dissous alors qu'il est en train de conclure un gros contrat avec les Butthole Surfers qui a un style purement hardcore. Bien que les membres de Void insistent sur le fait de laisser l'album bâclé inédit, les aficionados hardcore piratent fortement sur des cassettes intitulées Potions for Bad Dreams. Des groupes tels que White Zombie et les Melvins affirment que Potions for Bad Dreams avait façonné leurs propres styles musicaux.
Dupree est le seul membre de Void à poursuivre une carrière musicale après le groupe, invité avec Soundgarden, Moby et Dave Grohl dans les années 1990 et 2000. En 2021, il rejoint 3rd Secret. En 2011, Dischord Records sort la compilation Sessions 1981-83, qui comprend des extraits de studio, des morceaux inédits et des enregistrements en concert entre 1981 et 1983. Finnegan meurt d'une crise cardiaque en 2008 à 43 ans.

## Discographie
Albums
- Faith/Void Split (Dischord, 1982)
- Potion for Bad Dreams (enregistré en 1983; inédit, sinon piraté)

Démo
- Condensed Flesh 7" EP (Eye 95, 1992)

Compilations
- Dehumanized, Authority et My Rules sur Flex Your Head LP (Dischord, 1982)
- Get Out of My Way sur Bouncing Babies LP (Fountain of Youth, 1984)
- Get Out of My Way sur Lost & Found 7" (Lost & Found, 1990)
- Who Are You sur Punk Anderson's Favourites bootleg 2xCD (Starving Missile, 1994)
- Dehumanized, Black, Jewish and Poor et Authority (take 1 and 2) sur 20 Years of Dischord 3xCD (Dischord, 2002)
- Who Are You/Time to Die sur la bande originale de American Hardcore (Rhino Entertainment, 2006)
- Sessions 1981-83 (Dischord, 2011)